# Römische Priester und Priesterschaften

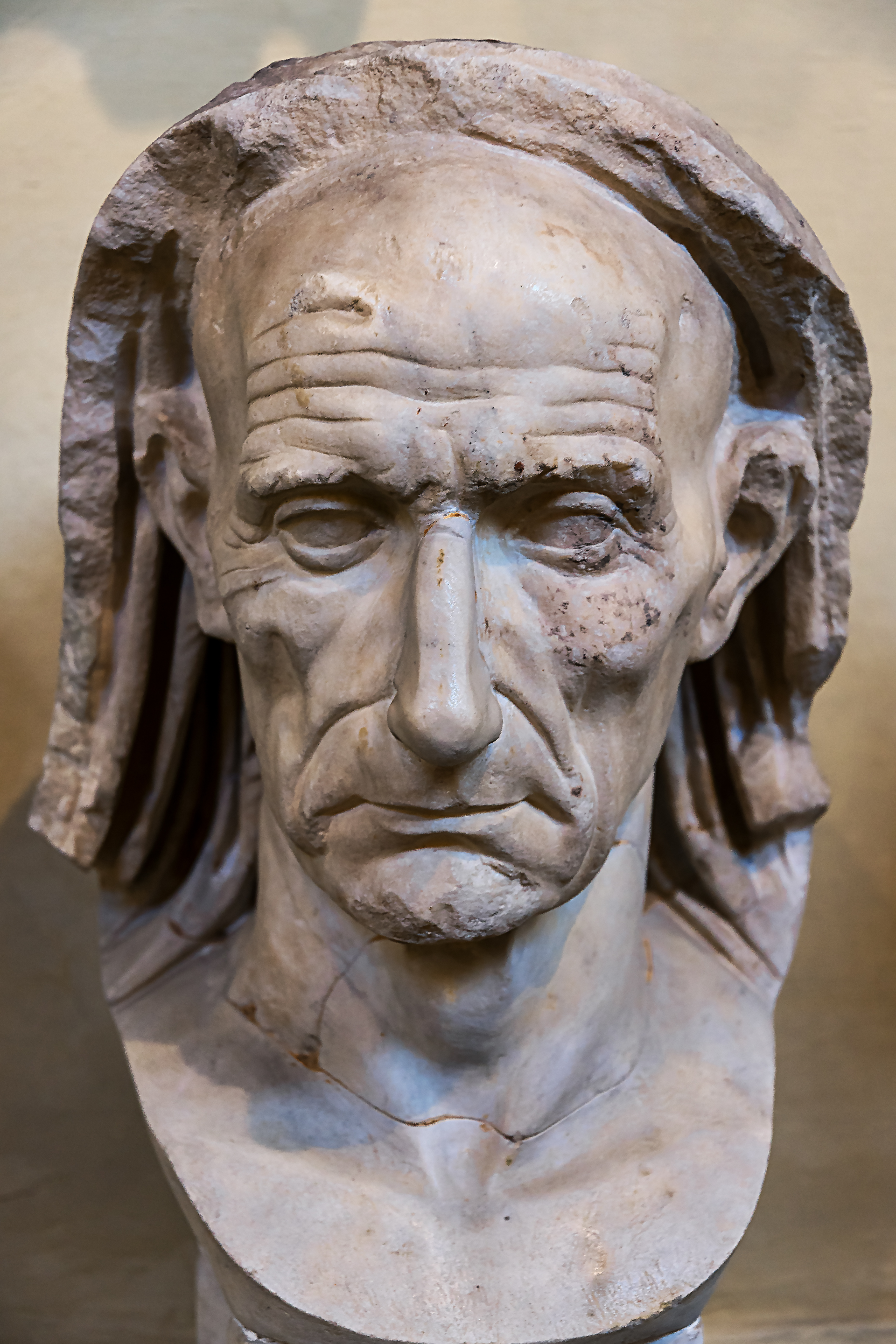
Das unbekannte Porträt ist heute in den Vatikanischen Museen zu sehen. Das bedeckte Haupt lässt darauf schließen, dass es sich bei dem alten Mann um einen römischen Priester bei der Durchführung eines Rituals handeln könnte. Die Merkmale sind in einer sehr realistischen Art und Weise gemacht und sind typisch für die spätrepublikanische Kunst der zweiten Hälfte des ersten Jahrhunderts v. Chr. (Inv. 1751)

Das Priesterwesen durchdrang im antiken Rom Staat und Zivilgesellschaft gleichermaßen. Der Kultus wurde für das gesamte Staatswesen rezipiert. Im Gegensatz zu vielen anderen antiken Religionen gab es in Rom nie eine geschlossene Priesterkaste. Sakrale Akte waren aber von höchster Bedeutung für das Staatsverständnis. Staatsorgane wie die Magistrate sprachen sich bei hoheitlichen Aufgaben nicht nur mit dem Senat ab, sie konsultierten auch Priester, um sich der Zustimmung der Götter zu versichern. Viele Ämter überschnitten sich in den sakralen Aufgabenbereichen, die religiösen Belange wurden untereinander aufgeteilt.

## Vorbemerkungen
Die römische Kultur war über weite Strecken ihrer Geschichte eine „plurireligiöse Gesellschaft“, wobei dem römischen Polytheismus die vorherrschende spirituelle Ausrichtung zufiel, in dem Jupiter, Juno, Mars und andere Götter, verehrt wurden. Muth wies darauf hin, dass eine „Liebe zu den Göttern“ unbekannt war, im Gegensatz zu der ekstatischen Hingabe, wie sie in der Anhängerschaft so z. B. antiker Mysterienkulte regelmäßig anzutreffen war.  Auch erwiesen sich die religiösen Ansichten der römischen Kultur anschlussfähig an die Vorstellungen der von ihnen eroberten und integrierten Ethnien mit deren Übernahme, interpretatio romana, der jeweiligen Götterwelten.
Beard charakterisiert die römische Religion so, dass es keine Glaubenslehre in sensu stricto gab, keine „heilige Schrift“ und ebenso kein kohärentes Glaubenssystem. Die Römer wussten um die Existenz der Götter, aber sie glaubten nicht an sie in einem „verinnerlichten Sinn“. Nicht das individuelle Seelenheil und die Moral standen vorrangig, sondern das gute Verhältnis der Römer, der communitas populi romani zu den Göttern, die Erfolg und Wohlstand gewähren sollten. Die Vollbringung des Götterkultes war eine priesterliche Angelegenheit, die privaten familialen Kulthandlungen oblagen dem pater familias, dem Familienoberhaupt, als ihren Priester.
Rosenberger sieht die antiken religiösen Spezialisten, die Priester in einer Vermittlerrolle zwischen den Menschen und Göttern, jedoch kamen ihnen vor allem eine Bedeutung an den Heiligtümern zu, denn die Seher, Propheten und Ritualspezialisten hatten an den Orakelstätten eine eindeutige Vermittlerfunktion.
Während der Zeit der römischen Republik übernahm die Kommunikation mit den Göttern (Divination), die auf der Ebene des römischen Gemeinwesen stattfand, die politische Elite, die, obzwar von den Priestern beraten, in ihren Entscheidungen jedoch eigenständig blieb. Besonders präsent war daher die römische Religion im politischen Umfeld, so tagte der Römische Senat in einem sakral definierten Raum, templum, und auch nicht, ohne ein vorheriges Weihrauch- und Weinopfer durchgeführt zu haben.

## Das Staatspriestertum

### Sacerdotes
Die sacerdotes (sacerdotes publici populi Romani Quiritium, übersetzt etwa: „öffentliche Priester der römischen Bürgerschaft“) waren  Priester im Ehrenamt. Sie entstammten der politischen und sozialen Elite. Den Vorsitz im Gremium nahm der magister ein. Das Amt unterlag der Annuität. Eine Ausnahme bildete der Pontifex maximus, Vorsitzender des Pontifikalkollegiums, denn der wurde auf Lebenszeit gewählt. Den Priestern kam die Aufgabe zu, sich prominent zu zeigen und sichtbarem Ort Rituale mitzugestalten, deren Abläufe im Wesentlichen gewohnheitsrechtlich vorgegeben waren, so die Besorgung des Kult- und Opferwesens. Sie kannten sich im Recht aus, waren Spezialisten für die Eigentumsverhältnisse der Götter, und standen mit ihrem Vorzeichenwissen an der Schnittstelle zwischen Religion und Politik, wie ansonsten allein die Auguren. Sie schufen sachkundige Verbindungen zwischen den Mitgliedern des Gemeinwesens und der sakralen Sphäre. Die Übersetzung mit „Priester“ ist hilfskonstruktiv, denn sacerdotes glichen eher öffentlichen Organen, als Geistlichen im heutigen Sinn. Sprachwissenschaftlich wird der aus den Worten sacer („einer Gottheit gehörig“) und *dhe („machen“, „tun“) zusammengesetzte Begriff als „Vollzieher einer heiligen Handlung“ gedeutet.

### Die Priesterschaft

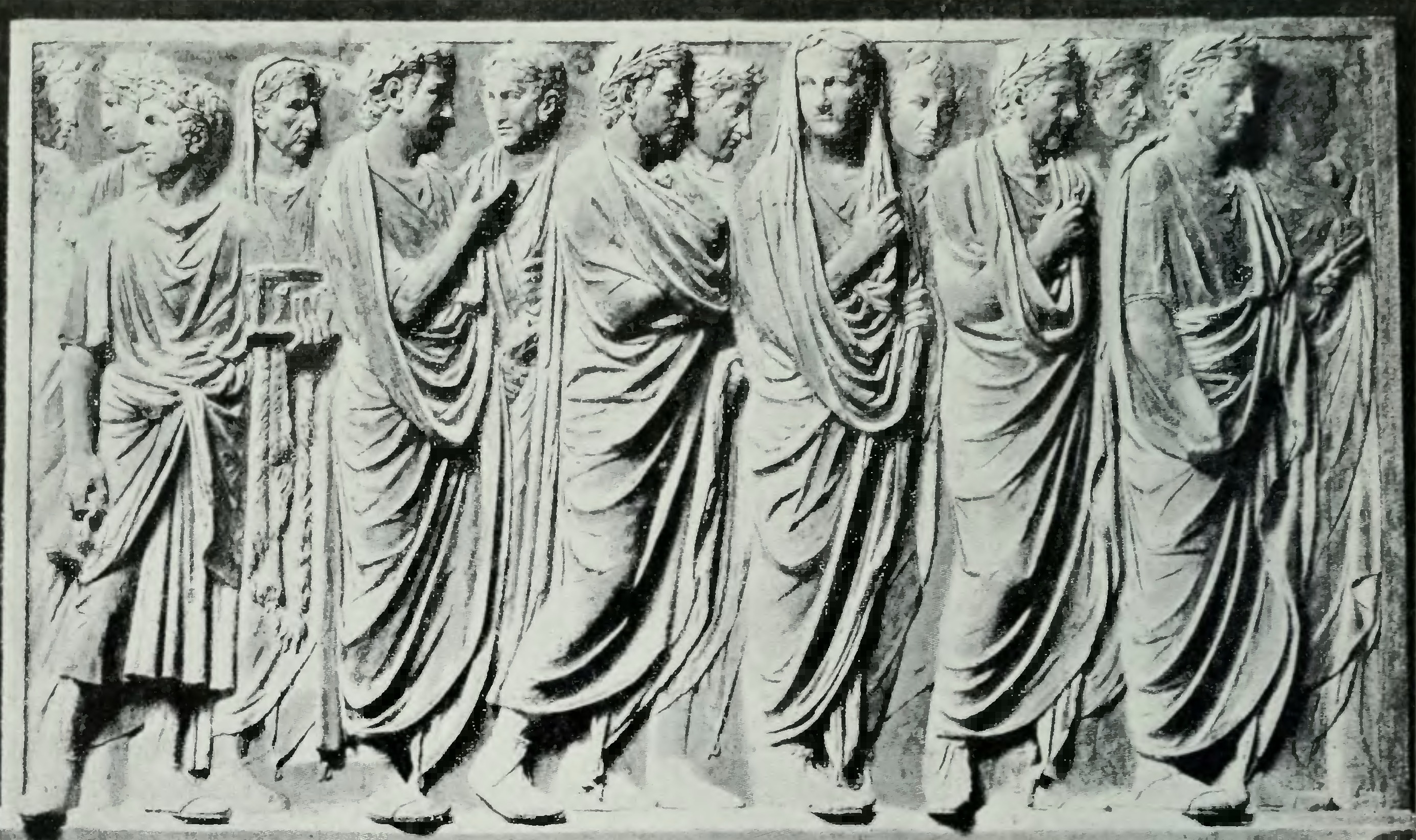
Prozession römischer Priester auf einem Relief der Ara Pacis Augustae.

Die Staatspriesterschaft, die wohl schon in archaischer Zeit aus der Übertragung von Sakralhandlungen an bestimmte Familien hervorging, war in drei Hauptgruppen organisiert.
Das waren in einer Hinsicht fünfzehn flamines, Einzel- und Opferpriester einer bestimmten Gottheit, der rex sacrorum (Opferkönig) und sechs vestales, Priesterinnen, die der Göttin Vesta verpflichtet waren.
Darüber hinaus gehörten zu den Priesterkollegien (ursprünglich drei, dann fünfzehn, seit Gaius Iulius Caesar sechzehn) pontifices, analog viele augures, der ordo haruspicum LX, die tresviri bzw. septemviri epulonum und die duoviri bzw. decemviri bzw. quindecimviri sacris faciundis. Sie waren insbesondere für administrative Religionsbelange und die Zeichendeutung zuständig.
Letztlich gehörten auch die stadtrömischen Kultsodalitäten (zwanzig fetiales, vierundzwanzig salii, luperci, zwölf arvales fratres, Titii sodales; in der Kaiserzeit ergänzt durch mehrere Augustales sodales), die anstelle der eigentlichen Staatspriester (Einzelpriester und Kollegien) besonders eigentümliche, oft noch etruskische Riten pflegten.
Das einzige von Frauen ausgeübte staatliche Priesteramt war das der Vestalinnen. Aber auch die Ehefrauen von Priestern konnten eine priesterliche Stellung innehaben (regina sacrorum, flaminica).
Die Priesterschaft ergänzte sich ursprünglich durch Kooptation selbst; eine Ausnahme bildeten der rex sacrorum, die flamines und die vestales, die vom staatlichen Oberpriester, dem pontifex maximus, ernannt wurden. Seit Ende des 3. Jahrhunderts v. Chr. erfolgte die Ernennung des pontifex maximus und seit der lex Domitia 104 v. Chr. die der Priesterkollegien durch die in Wahlkörperschaften organisierte Bevölkerung. Das Priesteramt wurde im Allgemeinen lebenslang ausgeübt. Als inaugoratio bezeichnet man den Antritt in das Priestertum, während der Abtritt exaugoratio genannt wird. In beiden Fällen wird eine große Zeremonie veranstaltet.

### Die soziale Stellung und Rolle der Priester
In der römischen Religion übte während der römischen Monarchie der rex (König) die obersten priesterlichen Funktionen aus, während der Republik der Oberpriester, seit Augustus durch die Vereinigung von Prinzipat und Oberpontifikat 12 v. Chr. der princeps (Kaiser). Die Priester genossen besondere Ehren- und Vorrechte und galten auch als Hüter der Traditionen, was sie in ihrer altertümlichen Tracht (apex, tutulus, galerus, toga praetexta) zum Ausdruck brachten. Körperliche Defekte verhinderten den Eintritt in das Priesteramt. Die wichtige Rolle des sacerdos zeigt sich in der lange andauernden Exklusivität der höchsten Priesterstellen für Patrizier, auf die die Plebejer mit der Schaffung eines eigenen Zentralkults am Fuß des plebejischen Aventins reagierten und so ein Gegenstück zum römischen Haupttempel auf dem Kapitol schufen. Erst die lex Ogulnia 300 v. Chr. erlaubte es Plebejern, auch Pontifikat und Augurat auszuüben.
Die Priester wurden als öffentliche (publici) Personen angesehen, wenn sie eine staatlich anerkannte Sakralhandlung ausübten, galten aber sonst als homines privati – im Gegensatz zu den Magistraten. Die Bezeichnung sacerdos publicus blieb im Allgemeinen dem pontifex maximus und dem flamen dialis vorbehalten, die auch ex officio im Senat einsaßen, während ansonsten eine strenge Trennung zwischen Priesterschaft und Magistraten herrschte; letzteren wurden während der Republik sogar eine höhere Wertschätzung als den Priestern zuteil. Die Priester waren gleichwohl von größter Bedeutung für die Öffentlichkeit, da sie einen weiten Aufgabenkreis hatten: Sie schieden die dies fasti (Tage mit Rechtsprechung), dies nefasti (Tage ohne Rechtsprechung) und dies comitiales (Tage der Volksversammlungen), legten den Kalender fest, entschieden anhand der von den Sehern gedeuteten Vorzeichen über die Rechtsgültigkeit von Beschlüssen der staatlichen Organe oder konnten mit der Begründung begangener religiöser Verfehlungen Magistrate absetzen. Die Priesterämter waren deshalb während der Phase der römischen Bürgerkriege starken politischen Einflussnahmen ausgesetzt.
Im Wesentlichen nahmen die Priesterschaften ihre Aufgaben in der Stadt Rom oder im latinischen Umland wahr. Gleichwohl zog ihre Rekrutierung weitere Kreise, bis sie sich aus dem gesamten Imperium (Römische Provinzen) rekrutierten. Ihre Selbstdarstellung, ihre Ehrung wurde auf Inschriften verewigt (Dakien, Palmyra, Thysdrus oder auch Germania superior).

### Die Priesterschaft und die Rechtsprechung
Die altrömische Rechtsprechung gründete sich auf ein unstrukturiertes Gewohnheits- und Sakralrecht, das zum einen die Bürgergemeinde tangierenden, religiösen Angelegenheiten und zum anderen private Rechtsstreitigkeiten in gerichtlichen Einzelfallentscheidungen regelte. Die Rechtsfindung oblag dem König und einem Priesterkollegium, das dem königlichen Oberpriester in seinen Entscheidungen beratend zur Seite stand. Die auf religiösen und sittlichen Grundsätzen beruhende alte Rechtsprechung der römischen Königszeit entwickelte sich in der Römischen Republik kontinuierlich zu einer sachlich-juristisch ausgelegten Jurisdiktion, die in der römischen Kaiserzeit ihren Höhepunkt erreichte. Das archaische Sakralrechtswesen mit seinen Satzungen, Vorschriften und religiösen Verbrechenstatbeständen, wie dem Crimen incesti, verblieb in der Gerichtsbarkeit des Priesterkollegiums unter dem Vorsitz des Pontifex maximus.

## Die vier hohen Priesterkollegien
Seit der späten Republik galten vier Priesterkollegien als die angesehensten (quattuor amplissima collegia). Die Ernennung der Mitglieder erfolgte durch Wahl. Die Bekleidung eines solchen Amtes war eine große Ehre für einen Römer und viele bedeutende Politiker haben eines dieser Ämter während ihrer Laufbahn als Magistrat zumindest ein Mal innegehabt. Aufgrund ihrer hohen Bedeutung unterlag ihre Anzahl immer wieder Schwankungen (so unter Sulla, Caesar und Augustus), auch wenn ihr Name eigentlich eine feste Zahl vorgab.

### Pontifices
Dieses Kollegium hatte die Aufsicht über alle Ausführungen der altrömischen Religion. Der Name leitet sich von pontem facere („eine Brücke bauen“) ab, was ein Hinweis auf ihre alte Funktion der Urbarmachung des Landes ist. In ihre Reihen werden auch die Flamines und Vestalinnen gezählt.
An ihrer Spitze stand der pontifex maximus, der das Kollegium organisiert, den Kalender pflegt und gegebenenfalls Priesterkollegen bestrafte. Formal stand er unter dem rex sacrorum, der die kultischen Handlungen vollzog. Nach dem Tod Kaiser Augustus’ war das Amt des pontifex maximus erblich an den jeweiligen Kaiser gebunden.

### Augures
Der Aufgabenbereich der augures erstreckt sich darauf, kultische Akte zu vollziehen, die die Zustimmung oder Ablehnung einer Gottheit ermitteln sollten, worunter vor allem die Vogelschau und die Deutung von Naturereignissen (Mantik), etwa Blitze fielen.

### Quindecimviri Sacris Faciundis
Dieses Kollegium entwickelte sich aus der Kommission zur Befragung der sibyllinischen Bücher. Ihr Aufgabenbereich beinhaltete den ritus Graecus, also im Groben, was an Religion von den Griechen übernommen wurde und unter Umständen der römischen Vorstellung angepasst wurde. Sie hatten im Rahmen der Säkularfeiern eine besondere Rolle.

### Septemviri Epulonum
Sie haben sich als jüngstes Kollegium aus den Pontifices entwickelt. Ihr Auftrag bestand darin, das Festbankett der ludi Romani und ludi plebei zu organisieren.

## Priesterliche Sodalitäten
Neben den Einzelpriestern und Kollegien gab es Kultvereinigungen. Die sogenannten sodales oder Sodalitäten waren priesterliche Vereinigungen, die zumeist genossenschaftlich organisiert waren. Sie pflegten die alten Kulte und Riten, für die die Staatspriester nicht zuständig waren und die oft schon den Zeitgenossen unverständlich erschienen. In der Kaiserzeit entstanden als neue Kultvereinigungen die Augustales, die sich dem Kaiserkult widmeten. Auch außerhalb der Hauptstadt gab es solche Kultvereine, für die keine staatliche Beschränkung galt.

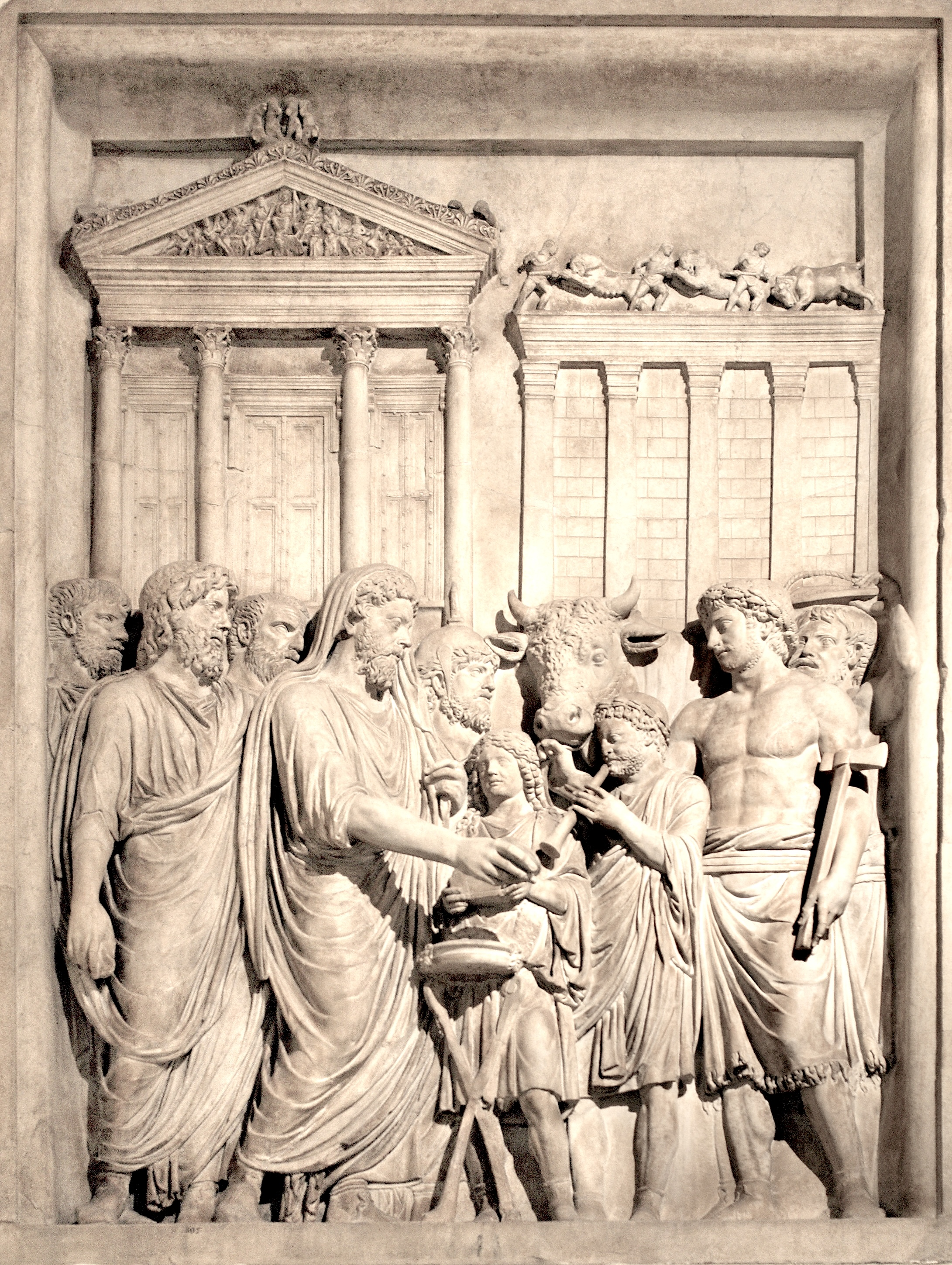
Kaiser Marcus Aurelius (161–180 n. Chr.) und Mitglieder der kaiserlichen Familie opfern als Dank für den Erfolg gegen germanische Stämme. Im Hintergrund steht der Jupitertempel auf dem Kapitol (dies ist die einzige erhaltene Darstellung dieses römischen Tempels). Flachrelief vom Bogen des Marcus Aurelius, Rom, jetzt im Kapitolinischen Museum in Rom.

### Fetialen
Die Fetialen (fetiales) waren für religiöse Zeremonien im Zusammenhang mit den Außenbeziehungen Roms zuständig, insbesondere Verträge und Kriegserklärungen. Im Lauf der Republik verloren sie an Bedeutung.

### Salier
Sie vollzogen in erstarrten Kulthandlungen Tänze in voller Kampfausrüstung, deren Bedeutung bereits in der Antike nicht mehr ganz verstanden wurde. In diesem Zusammenhang steht das Salierlied, welches eines der ältesten Textzeugnisse des alten Rom ist. Sie führten Tänze für Kriegsgottheiten auf. Noch in der Kaiserzeit war patrizisches Geschlecht Voraussetzung für die Aufnahme in die Gruppe.

### Fratres arvales
Sie führten feierliche Flurumgehungen zu Ehren der Dea Dia und des Mars durch, wie ihr Kultlied carmen arvale nahelegt. In der Kaiserzeit gab es eine starke Affinität zum Kaiserkult.

### Sodales titii
Die Priesterschaft der Sodales Titii ging angeblich auf Titus Tatius zurück, der sie zur Pflege sabinischer Kulte eingerichtet habe. Sie wurde von Augustus erneuert, der selbst Mitglied wurde.

### Luperci
Die Luperci spielten vor allem bei Lupercalien-Fest am 15. Februar (Februarius) eine Rolle. Sie bestanden aus zwei Kollegien, den fabiani und den quinctiani zu je 12 Mitgliedern. Die Namen weisen auf ursprünglich gentile Kulte hin, die von den patrizischen Familien der Fabier und Quinctier betreut wurden. An den Lupercalien opferten sie Ziegen und Hunde, beschmierten sich mit dem Blut der geopferten Tiere und tanzten dann halbnackt um den Palatin. Marcus Antonius stiftete zu Ehren Cäsars 45 ein drittes Kollegium, die juliani. Der Sinn des Tanzes und des Rituals bleibt dunkel. Vermutlich war er ursprünglich ein Ritus zu Ehren des Mars ausgerichtet, eines dessen Symbole war der Wolf, um damit dessen Wohlwollen zu erkaufen und um die Herden vor den Wölfen zu schützen.